# Paul Senftenberg
Paul Senftenberg  (* 1967 in Schwechat) ist das Pseudonym unter dem ein österreichischer Autor seine Werke veröffentlicht.

## Leben
Der Autor studierte Anglistik, Journalistik und Theaterwissenschaft. Unter dem Pseudonym Paul Senftenberg verfasste er mehrere Werke, die überwiegend von der gesellschaftlichen Situation österreichischer schwuler Männer und deren Suche nach Liebe und Partnerschaft handeln.